# Galicia Hoxe
Galicia Hoxe fou un diari gallec que es publicà en paper a Santiago de Compostel·la, editat per l'Editorial Compostela, que també editava El Correo Gallego. Fou el primer diari en llengua gallega. Va aparèixer el 6 de gener del 1994 amb la capçalera O Correo Galego, i al maig del 2003 va canviar al nom. El darrer número va sortir el 28 de juny de 2011. Les raons, segons el propi mitjà, fou el retall de les ajudes econòmiques que rebia de la Xunta de Galicia. Nogensmenys va mantenir l'edició digital durant uns anys més.